# Samurái (película de 2012)
Samurái es una película de wéstern, drama y artes marciales argentina-francesa de 2012 dirigida por Gaspar Scheuer. Es protagonizada por Nicolás Nakayama, Alejandro Awada, Jorge Takashima y Kazuomi Takagi. Narra la historia de Takeo, un joven que busca unirse al ejército de samuráis de Saigō Takamori, un legendario guerrero que luchó contra el imperio japonés. Se estrenó mundialmente el 18 de noviembre de 2012 durante el Festival Internacional de Cine de Mar del Plata, mientras que su estreno comercial en las salas de cines de Argentina fue el 6 de junio de 2013.

## Sinopsis
Ambientada en el siglo XIX, la trama sigue a Takeo, un adolescente cuya familia emigró de Japón hacia Argentina luego de que el último ejército de samuráis, liderado por Saigō Takamori, fuera exterminado en una guerra en su país natal. Sin embargo, el abuelo de Takeo está convencido de que Saigo sobrevivió a la batalla y se encuentra oculto en las pampas argentinas reclutando una nueva camada de guerreros, por lo que motiva a su nieto a formar parte de ella. En contra de los mandatos de sus padres, Takeo se aleja de su hogar y se une a un gaucho conocido como Poncho Negro, quien perdió ambos brazos en la Guerra de la Triple Alianza contra Paraguay, y quien sirve como guía, traductor y compañero de Takeo. Juntos emprenden un viaje por vastas zonas campestres en búsqueda del legendario Saigō, para unirse a la supuesta nueva rebelión, mientras que el peligro les muerde los talones.

## Reparto
- Nicolás Nakayama como Takeo
- Alejandro Awada como Poncho Negro
- Jorge Takashima como Satchiro
- Kazuomi Takagi como Abuelo de Takeo
- Miki Kawashima como Setsuko
- Graciela Nakasone como Kayo
- Agustina Muñoz como Mariné
- Gustavo Machado como Coronel Navarro Estrada
- Juan Ovejero Maya como Ventura
- Rolando Altamirano como Capataz
- Norma Argentina como Elena

## Recepción

### Comentarios de la crítica
La película recibió críticas positivas por parte de la prensa. Roger Koza de La Voz del Interior elogió la película, diciendo que «Samurái brilla por sus texturas, encuadres y concepción sonora, aunque no siempre la resolución formal está en consonancia con la evolución narrativa». Horacio Bernades de Página 12 expresó que la película es «una idea que se materializa más en términos paisajísticos y fotográficos que dramáticos, narrativos o sensoriales».
En una reseña para La Nación, Gabriel Plaza escribió el director «crea un film sugerente, con imágenes de una belleza subyugante y un drama clásico»; y agregó que «el relato podría resultar inverosímil y hasta extraño, sin embargo, Gaspar crea una historia atrapante, a partir de los diálogos, la solidez de las actuaciones, la mirada contemplativa de la cámara y la historia de ese joven samurái».

### Premios y nominaciones
| Lista de premios y nominaciones | Lista de premios y nominaciones                 | Lista de premios y nominaciones    | Lista de premios y nominaciones | Lista de premios y nominaciones | Lista de premios y nominaciones |
| Año                             | Organización                                    | Categoría                          | Nominado/a(s)                   | Resultado                       | Ref(s)                          |
| ------------------------------- | ----------------------------------------------- | ---------------------------------- | ------------------------------- | ------------------------------- | ------------------------------- |
| 2012                            | Festival Internacional de Cine de Mar del Plata | Premio DAC - Mejor director        | Gaspar Scheuer                  | Ganador                         | [ 9 ]                           |
| 2013                            | Festival Audiovisual de Bariloche               | Mejor película                     | Samurái                         | Ganador                         | [ 10 ]                          |
| 2013                            | Premios Sur                                     | Mejor actor revelación             | Nicolás Nakayama                | Nominado                        | [ 11 ]                          |
| 2013                            | Premios Sur                                     | Mejor maquillaje y caracterización | Marisa Amenta                   | Nominado                        | [ 11 ]                          |